# 오타고 박물관

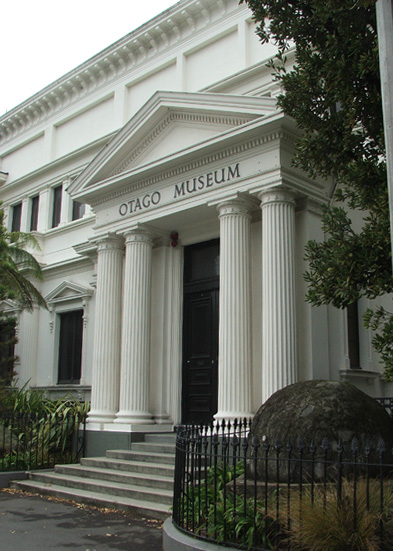

오타고박물관(Otago Museum)은 뉴질랜드 더니딘 도시 중심부에 위치한 박물관이다. 도시 중심부에서 북동쪽으로 1,500미터 지점인 더니딘노스의 오타고 대학교 캠퍼스에 근접해 있다. 세계와 뉴질랜드 오타고 지방의 자연과학종들과 인공품들이 장기간 전시되고 있다.